# الخدمة القانونية للسكان الأصليين
الخدمة القانونية للسكان الأصليين هي منظمة يُديرها المجتمع المحلي في نيوساوث ويلز وإقليم العاصمة الأسترالية، تأسست عام 1970 لتقديم الخدمات القانونية للسكان الأصليين الأستراليين وسكان جزر مضيق توريس. تقع مقرها في ضاحية ريدفيرن، إحدى ضواحي المدينة الداخلية في سيدني.